# Great Wall Motor
Great Wall Motor Company Limited eller Great Wall (长城汽车|長城汽車 Chángchéng Qìchē) er en kinesisk bilfabrikant i Baoding etableret i 1976. Great Wall er en privatejet virksomhed og den er børsnoteret på Hong Kong Stock Exchange. Virksomheden er navngivet efter Great Wall of China. Siden år 2010 har virksomheden været Kina's største fabrikant af SUV's.
I 2010 er produktionskapaciteten beregnet til 500.000 enheder årligt, men salget faldt til mindre end 400.000 enheder (tæt på 0,2 % af markedet). Eksporten forblev en mindre andel af salget med lidt under 50.000 enheder..
I år 2010 var Great Wall Haval H-serien den anden mest solgte SUV i China.. H-serien omfatter teknisk set Great Wall Haval H3 og Great Wall Haval H5.

## Historie
Fra etableringen i 1976, prodocerede Great Wall kun pickups, de første sedan'er blev først produceret i 2008 pga. manglende licens. Virksomheden blev markedsledende inden for pickup's omkring 1998.
Virksomheden blev som den første privatejede automobilfabrikant børsnoteret på Hong Kong Stock Exchange den 15. december 2003. 

## Eksport
Great Wall gik ind på det europæiske marked i 2006, med salg af mindre varevogne.  Samme år eksporterede virksomheden til omkring 60 lande, bl.a. Australien, Sydafrika og Rusland. Anno 2010 er det den eneste kinesiske fabrikant, der sælger i EU. Imidlertid kun erhvervskøretøjer da disse er undtaget fra EU's sikkerhedskrav, som Great Wall endnu ikke lever op til.
I 2020 indgik Great Wall Motor aftale om køb af General Motors bilfabrik i Thailand, med overtagelsen ved udgangen af året, efter GM bebudede at standse salg af Chevrolet-bilmærket. Dette giver Great Wall Motor fodfæste indenfor ASEAN-markedet  med Thailand som center, samt ekspansion i resten af Asien og Australien.

## Produktionsfaciliteter
Great Wall venter at åbne en ny fabrik inden 2015 i Tianjin. Det betyder at produktionskapaciteten udvides med 250.000 enheder. Når en fabriks-linje mere ventes åbnet i Baoding i 2013, så udvides kapaciteten med yderligere 500.000 enheder årligt. 
I 2011 åbnede en ny fabrik i Lovetj, Bulgarien, med en produktionskapacitet på 50.000 enheder årligt. Det skete i samarbejde med lokale Litex Motor
i 2020 overtog Great Wall Chevrolets fabrik i Thailand og ombygger den til smart factory, A.I.-styret bilproduktion